# كوبا شعبان
كوبا شعبان (بالإنجليزية: Kuba Shaaban)‏ أديب وباحث موسوعي شركسي في التراث واللغة والتاريخ، وشاعر مسرحي ولغوي. ولد في 15 كانون ثاني 1890م في قرية حه كورنه حابلة في مقاطعة الكوبانفي شمال القفقاس. والده إدريس أبزاخ ووالدته فاطمة حه راتوقة. أُعفي من الخدمة العسكرية لفقده عينه اليمنى عام 1906 م وتزوج عام 1926 م وأنجب إبنته الوحيدة سيّدة عام 1938 م. تعلّم العربية والدين الإسلامي في نالتشك وعمل في تدريسها حتى قيام الشيوعية، التي بادرت إلى سجنه ومنعه من ذلك لمدة أسبوعين عاد بعدها لتدريس اللغة الشركسية وآدابها بالأحرف العربية. وقد اضطُرّ للاختفاء عن السلطات الشيوعية التي كانت تُلاحقه لِعدة سنوات، استغلّها في جمع وتدوين الأشعار والحكايات والأمثال والأغاني الشركسية القديمة.

## ألمانيا
عاد إلى بلدته ليدرّس العربية والدين الإسلامي إبّان الاحتلال الألماني للقفقاس، ولكنه اضطر للهجرة إلى ألمانيا عام 1943 م بعد هزيمة ألمانيا، واقام في مدينة ميونخ منذ عام 1945م حتى عام 1948م. حيث غادرها إلى تركيا واقام مدة سنتين ونصف عمل خلالها على جمع وتدوين التراث الشركسي هناك.

## الأردن
وصل إلى الأردن عام 1950 م، وظل متنقّلا بين الأردن وسوريا جامعا التراث الشركسي من مختلف المدن والقرى الشركسية فيهما. ونجح بمساعدة بعض الأصدقاء في تحويل الألف باء السلافية إلى ألف باء لاتينية شركسية. وطبع بهذه الالف باء كتبه التالية:
- 1- الاشعار الشركسية القديمة
- 2- المرآة
- 3- قصائد الشراكسة
- 4- الامثال الشركسية
- 5- الفباء عمان
- 6- تاريخ عمان.

كما ألف مسرحيتين هما «حروب الشراكسة» و «هجرة الشراكسة» واللتين قامت فرقة نادي الجيل الجديد بتمثيلهما في عمان في الخمسينات من القرن الماضي.

## فرنسا
سافر إلى فرنسا عام 1956م واعتزل في مأوى للمهاجرين في كان مدة 3 سنوات، حتى استدعاه العلامة الفرنسي جورج دومة زيل إلى باريس عام 1959 م ليعمل كمساعد بحث له في ابحاثه عن اللغات الأوروبية وعلاقتها باللغة الشركسية والتي كان يجريها في جامعة السوربون حيث استطاع طبع الجزء الأول من الاشعار الشعبية الشركسية.

## الولايات المتحدة الأمريكية
هاجر عام 1963م إلى أمريكا حيث اصدر الجزء الثاني والثالث من الاشعار الشعبية الشركسية ومسرحية «رجل الغابة وحماره» واصدر تقويما شركسيا.

## مؤلفاته
من مؤلفاته في القفقاس قبل هجرته 
- 1- قواعد اللغة الشركسية
- 2- التهجئة والإملاء في اللغة الشركسية
- 3- اغاني شركسية قديمة
- 4- قطيع الخيل
- 5- الالفباء الشركسية
- 6- الفباء الأطفال
- 7- الفباء البالغين
- 8- سلسلة التحف الأدبية
- 9- مختارات ادبية
- 10- تقويم شركسي
- 11- اغاني شركسية
- 12- قطع ادبية مختارة.

## وفاته
توفي في مدينة باترسون بأمريكا يوم 20 كانون ثاني 1974 م (27 ذ ي الحجة 1393 هـ) ودفن فيها. لتخسر الثقافة الشركسية بفقده أحد أكبر روّادها في العصر الحديث.